# محمية الهيشة الطبيعية
محمية الهيشة الطبيعية هي محمية طبيعية في ليبيا. تبلغ مساحتها حوالي 40 ألف هكتار، ما يجعلها واحدة من أكبر المحميات الطبيعية في ليبيا. تم إنشاء محمية الهيشة عام 1979، وذلك لحماية تنوعها البيئي الفريد وحمايتها من التهديدات البيئية.

## الموقع
تقع محمية الهيشة في شمال غرب ليبيا، بين منطقتي سرت شرقًا ومصراتة غربًا، وتحدها من الشمال منطقة العيون (الهيشة القديمة) ومن الجنوب الطريق العام مصراتة - سرت.

## الخصائص الطبيعية
تتميز محمية الهيشة بمجموعة متنوعة من الميزات الطبيعية، بما في ذلك المناطق الساحلية التي تمتد على طول ساحل البحر المتوسط، وتتميز بتنوعها الحيوي وكذلك السبخات التي تغطي مساحات واسعة من المحمية، وتشكل موطنًا لأنواع نادرة من الطيور والنباتات مع وجود العيون المائية المتوزعة في أنحاء مختلفة من المحمية، وتوفر مصدرًا هامًا للمياه للحيوانات والنباتات، أيضا تتميز بوجود المناطق الصحراوية التي تشكل جزءًا كبيرًا من المحمية، وتتميز بغطائها النباتي الفريد وتنوعها الحيواني.

## الحياة البرية
تُعدّ محمية الهيشة موطنًا لمجموعة متنوعة من الحيوانات، بما في ذلك:
- الثدييات: مثل غزال آدم، والودان، والنعام الإفريقي، والأرنب البري، وابن آوى، والثعلب.
- الطيور: مثل الحبارى، والحجل، والكروان، والقطا، والشاهين، ومرزة المستنقعات، والحدأة، والعوسق، والبوم، وطيور اللقلق الأبيض، والكركي الشائع.
- الزواحف: مثل السحالي، والثعابين، وأنواع من العقارب، والورل الصحراوي.